# Paramontana modesta
Paramontana modesta é uma espécie de gastrópode do gênero Paramontana, pertencente a família Raphitomidae.